# Georges Mathieu
Georges Mathieu, nome completo Georges Victor Adolphe Mathieu, a volte chiamato Georges Victor Mathieu d'Escaudœuvres (Boulogne-sur-Mer, 27 gennaio 1921 – Boulogne-Billancourt, 10 giugno 2012), è stato un pittore francese.

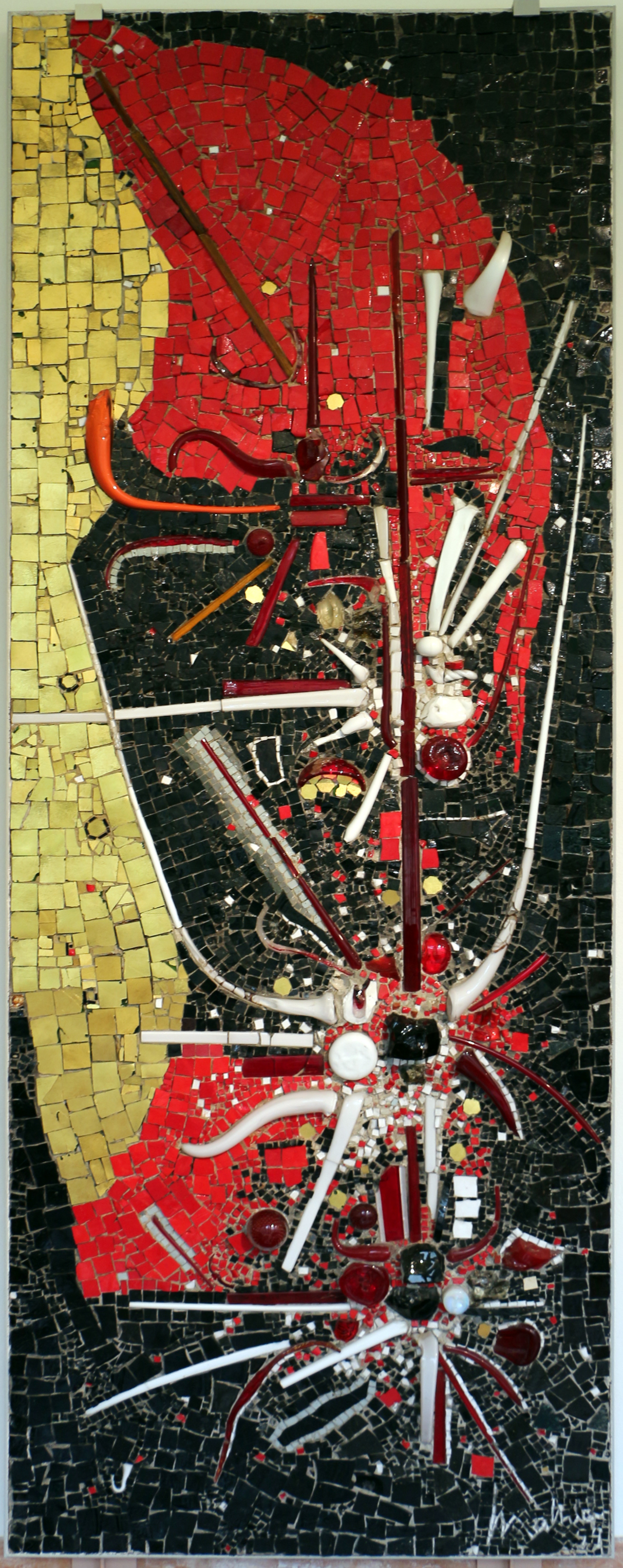
Omaggio a Odoacre, mosaico su disegno di Georges Mathieu, 1959, Collezione Mosaici Moderni, Ravenna

È considerato come uno dei padri dell'astrazione lirica e della pittura informale.

## Biografia
Nato a Boulogne-sur-Mer, nel 1921, Georges Mathieu, dopo aver studiato diritto e filosofia, consegue la laurea in inglese, che gli consentirà, dopo la guerra, di lavorare a Parigi, come responsabile delle pubbliche relazioni per la compagnia marittima americana U.S. Lines.
Comincia a dipingere quadri non figurativi nel 1944, praticando un'astrazione libera e gestuale.
A partire dal 1947, si fa notare per la sua applicazione del colore direttamente dal tubetto. Nel vivo del dibattito teorico, organizza diverse mostre in favore dell'Abstraction Lyrique, di cui diventa l'ardente paladino. Questa nuova astrazione, gestuale, lirica, informale o 'tachiste', si spoglia delle tradizioni e delle regole fino ad allora predominanti, per mettere in primo piano i fenomeni puramente pittorici. Il pensiero filosofico del tempo contribuiva a sostenere le convinzioni degli artisti impegnati a sviluppare una forma di pittura gestuale, a vivere l'esperienza pittorica in modo nuovo, con un coinvolgimento corporeo totale.
Mathieu sarà il primo ad imporre la gestualità all'interno della Scuola di Parigi, prima del 1950, dando il proprio contributo analogamente a Fautrier, Hartung, Wols, Soulages, ma anche ai pittori della Scuola di New York, in un momento in cui gli scambi tra le due capitali erano inesistenti. Il suo lavoro per le U.S Lines, gli consente di tenersi informato sui movimenti di avanguardia che si sviluppano sulla scena artistica newyorkese attraverso l'Action Painting. È il primo ad essere consapevole delle affinità tra la pratica dell'astrazione lirica e l'espressionismo astratto e a mettersi in contatto con le gallerie americane. Espone per la prima volta nel 1946, al 6° Salon des moins de 30 ans, alla Galerie des Beaux-Arts di Parigi, e nel 1950 tiene la sua prima mostra personale alla Galerie Rene' Drouin a Parigi.
Nel 1951 Mathieu espone a Ve'he'mences confronte'es, la mostra da lui stesso organizzata insieme al critico d'arte Michel Tapié.Conobbe un riconoscimento internazionale durante gli anni cinquanta come uno dei principali esponenti dell'Espressionismo astratto. Nel 1959 si reca a Ravenna, su invito dell'amico e collezionista Roberto Pagnani, per realizzare il mosaico Omaggio ad Odoacre per la mostra sui Mosaici Moderni organizzata quello stesso anno. I suoi grandi dipinti furono realizzati con molta rapidità ed in modo impulsivo. "L'artista ha interpretato la tela come se fosse un campo di battaglia" (Vettese, 2006) come dimostrano le tele "La battaglia di Bouvines" o "La battaglia di Hakata".
Muore la sera di domenica 10 giugno 2012, all'ospedale di Ambroise-Parè a Boulogne-Billancourt, alle porte di Parigi, all'età di 91 anni.

## Onorificenze
- Cavaliere della Legion d'Onore
- Commandeur dans l'Ordre des Arts et des Lettres
- Membre de l'Académie des Beaux-Arts en 1975
- Officier de l'Ordre de la Couronne de Belgique en 1982.

## Voci correlate

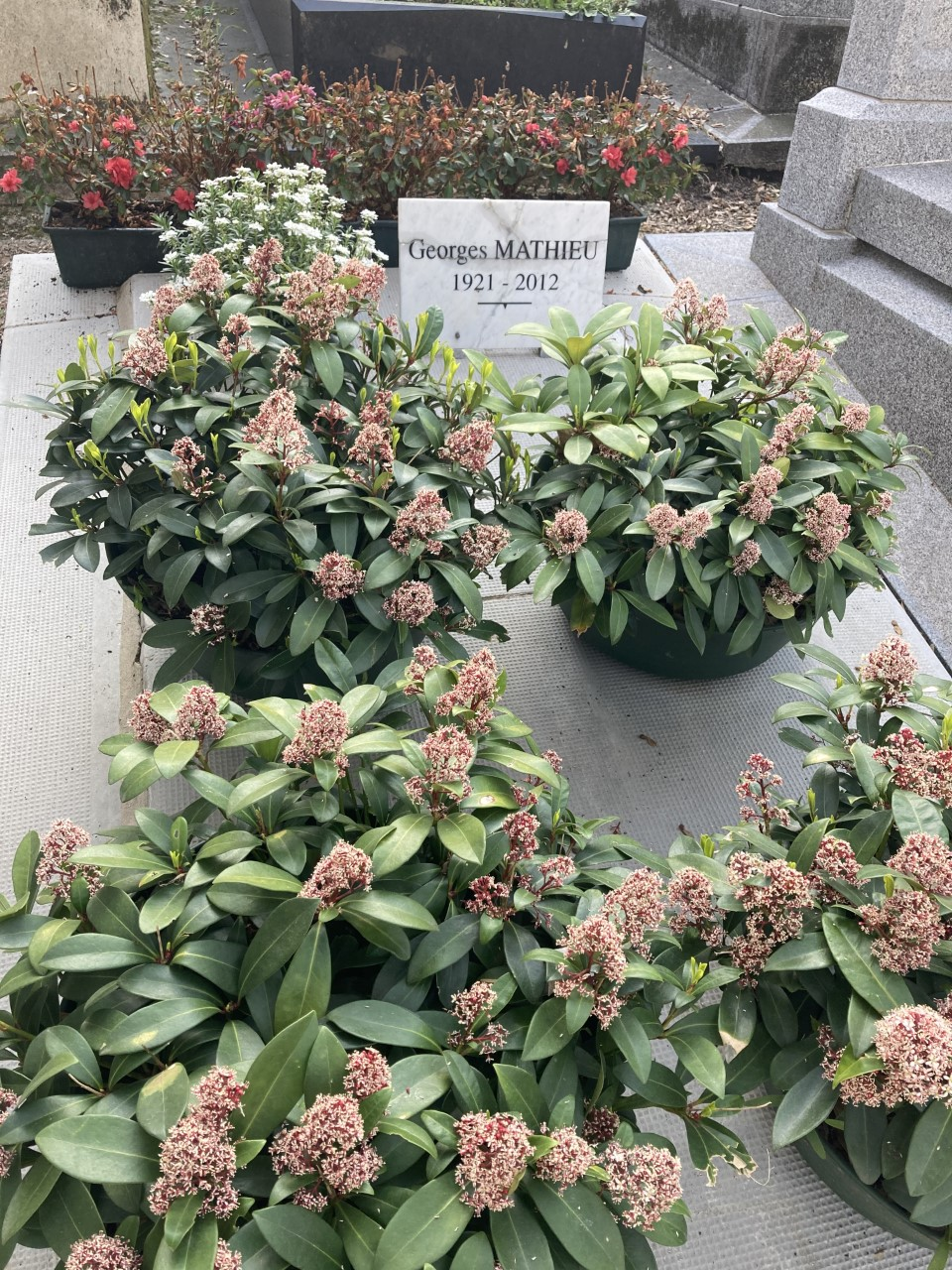
Tomba.